# The Dark at the Top of the Stairs
The Dark at the Top of the Stairs (bra: Sombras no Fim da Escada; prt: Escuro no Cimo das Escadas) é um filme estadunidense de 1960, do género drama, realizado por Delbert Mann, com guião de Harriet Frank Jr. e Irving Ravetch baseado na peça teatral The Dark at the Top of the Stairs, de William Inge.

## Elenco
- Robert Preston (Rubin Flood)
- Dorothy McGuire (Cora Flood)
- Eve Arden (Lottie Lacey)
- Angela Lansbury (Mavis Pruitt)
- Shirley Knight (Reenie Flood)
- Lee Kinsolving (Sammy Golden)
- Frank Overton (Morris Lacey)
- Robert Eyer (Sonny Flood)
- Penny Parker (Flirt Conroy)
- Ken Lynch (Harry Ralston)
- Paul Birch (Jonah Mills)
- Helen Brown (Sra. Haycox)
- Nelson Leigh (Ed Peabody)

## Sinopse
Na década de 1920, em Oklahoma, o caixeiro viajante Rubin Flood (Robert Preston) é demitido, mas, em vez de contar à esposa, Cora (Dorothy McGuire), prefere desabafar com a dona de um salão de beleza, Mavis Pruitt (Angela Lansbury), que está interessada nele.

## Prêmios e indicações
| Prêmio             | Categoria                | Recipiente     | Resultado |
| ------------------ | ------------------------ | -------------- | --------- |
| Oscar 1961         | Melhor atriz coadjuvante | Shirley Knight | Indicada  |
| Globo de Ouro 1961 | Melhor atriz coadjuvante | Shirley Knight | Indicada  |
| Globo de Ouro 1961 | Melhor ator coadjuvante  | Lee Kinsolving | Indicado  |
| Globo de Ouro 1961 | Revelação feminina       | Shirley Knight | Indicada  |